# Greg Iles
Greg Iles (Stuttgart (Duitsland), 8 april 1960 – Natchez (Mississippi), 15 augustus 2025) was een Amerikaanse thrillerschrijver.
Hij woonde in Natchez, Mississippi, waar de meeste van zijn romans zich afspelen. Hij noemde ze zijn "Natchez-" of "Mississippi-romans". In sommige van die Natchez-romans is "Penn Cage" ofwel de hoofdfiguur (The Quit Game, Turning Angel en The Devil's Punchbowl) ofwel bijfiguur (Sleep no more en True Evil).
Iles speelde in de band "Rock Bottom Remainders", samen met Dave Barry, Stephen King, Ridley Pearson, Scott Turow, Amy Tan, James McBride, Mitch Albom, Roy Blount Jr., Matt Groening en Kathi Kamen Goldmark.
Iles overleed op 15 augustus op 65-jarige leeftijd.